# 恭圣仁烈皇后宅遗址
30°14′25.2″N 120°09′22.6″E / 30.240333°N 120.156278°E
恭圣仁烈皇后宅遗址是浙江省杭州市一处建筑园林遗址，位于上城区清波街道清波街南侧，清波门西侧，紫阳山北麓。遗址于2001年4月至7月进行发掘，发现院落一座，其中有正房、后房、庭院、水池、东西两庑和夹道等遗迹，庭院内有香糕砖墁地，水池及附近有倒塌的太湖石假山。出土器物包括建筑构件、瓷器和铜钱。该处院落位置与《咸淳临安志》南宋皇城图、京城图中恭圣仁烈皇后宅一致，当为南宋恭圣仁烈皇后宅邸的一部分。遗址发掘入选2001年全国十大考古新发现。遗址区现已回填保护，待有条件时作展示功能。